# 绥贺支队旧址
绥贺支队旧址，位于中国广东省肇庆市封开县河儿口镇古藤埌曾家村。2003年9月18日，列入封开县文物保护单位。